# يو إف سي ليلة القتال: كاوبوي ضد كاوبوي
يو إف سي ليلة القتال: كاوبوي ضد كاوبوي (بالإنجليزية: UFC Fight Night: Cowboy vs. Cowboy)‏ هو حدث لفنون القتال المختلطة نظمته يو إف سي، أُقيم في 21 فبراير 2016، على مركز كونسول للطاقة في بيتسبرغ، بنسيلفانيا، الولايات المتحدة.